# Zoraida sexnotata
Zoraida sexnotata är en insektsart som först beskrevs av Walker 1870.  Zoraida sexnotata ingår i släktet Zoraida och familjen Derbidae. Inga underarter finns listade i Catalogue of Life.